# Spandau Ballet
Spandau Ballet foi uma banda de pop rock inglesa formada em Islington, Londres, em 1979. Inspirado pelo pós-punk underground, a banda surgiu no início da década de 1980 como a banda da casa dos Blitz Kids, tocando "European Dance Music" como "The Applause" para o público. Eles se tornaram um dos grupos de maior sucesso da era new romantic do pop britânico e fizeram parte da Segunda Invasão Britânica do Top 40 da Billboard na década de 1980, vendendo 25 milhões de álbuns e tendo 23 singles de sucesso em todo o mundo. A banda teve oito álbuns no top 10 no Reino Unido, incluindo três compilações de grandes sucessos e um álbum de material regravado. Suas influências musicais variaram de punk rock e soul até os crooners americanos de Frank Sinatra e Tony Bennett. 
O guitarrista e compositor Gary Kemp e seu irmão, o baixista Martin Kemp, formaram a banda em 1979, com o baterista John Keeble, o vocalista Tony Hadley e Steve Norman, que a princípio tocava guitarra mas que posteriormente passou para o saxofone quando a banda mudou seu estilo musical.
A banda era inicialmente chamada “The Makers”, mas mudou de nome depois de uma visita a Berlim; a inspiração veio de uma pichação que um de seus roadies viu na cidade. A banda começou a tocar e a repercutir em Londres como a banda da casa da boate Blitz, que seria creditada como o local de surgimento de um novo estilo musical dos anos 80, chamado New Romantic.
A banda finalmente assinou com a Island Records. Depois de se afastar do movimento New Romantic, eles passaram a soar mais pop, alcançando o sucesso com o álbum True, de 1983. No final de 1984, o Spandau participou da Band Aid, com Hadley ganhando destaque nos vocais; no ano seguinte eles tocariam no Wembley Stadium, em Londres, no final do Live Aid.
O grupo finalmente se separaria depois do fracasso de Heart Like a Sky, em 1989. Os irmãos Kemp seguiram carreira de ator, enquanto o restante dos integrantes tentavam processá-los para obter uma participação no recebimento dos direitos das canções do Spandau Ballet, não conseguindo um acordo.
Os três passaram então a viajar em turnê, mas como os direitos do nome da banda também eram de Gary Kemp, eles tiveram de se apresentar com a sofrível denominação de “Hadley, Keeble e Norman, ex-Spandau Ballet”.

## Reencontro
No início de 2009, depois de muitos boatos sobre um possível reencontro, Tony Hadley confirmou a volta da banda. Em outubro de 2009, o Spandau Ballet entrou em uma turnê mundial, com apresentações na Inglaterra, Bélgica, Holanda, Alemanha e Irlanda.
Em outubro de 2009, foi lançado o álbum Once More com algumas novidades e regravações de sucessos da banda. No mesmo ano, lançaram a turnê The reformation, e no final do ano, saiu em forma de memorando, um DVD intitulado The Reformation Tour 2009, gravado ao vivo na O2. Em julho de 2017, Tony Hadley oficializou sua saída do grupo.

## Discografia
- Journeys to Glory (1981)
- Diamond (1982)
- True (1983)
- Parade (1984)
- Through the Barricades (1986)
- Heart like a Sky (1989)
- Live from the N.E.C. (2005)
- Once More (2009)